# Alfredo Machado
Alfredo Carlos Botelho Machado, conhecido como Fadola (Rio de Janeiro, 3 de junho de 1953 – Rio de Janeiro, 24 de setembro de 2012), foi um nadador brasileiro, que participou de uma edição dos Jogos Olímpicos e dos Jogos Pan-americanos pelo Brasil.

## Trajetória esportiva
Alfredo Machado começou nadando pelo Fluminense Football Club e, depois, se transferiu para o Clube de Regatas do Flamengo.
Nos Jogos Pan-Americanos de 1971 em Cali, ganhou uma medalha de bronze no revezamento 4x200 metros livre, quebrando o recorde sul-americano. Também terminou em quinto lugar nos 400 metros livre, quinto lugar nos 400 metros medley (quebrando o recorde brasileiro com um tempo de 4m54s7), sétimo lugar nos 200 metros livre, e oitavo lugar nos 1500 metros livre.
Nas Olimpíadas de Natação nos Jogos Olímpicos de Verão de 1972 em Munique, nadou os 200 metros livre, os 400 metros livre, os 1500 metros livre e os 4x200 metros livre, não chegando à final das provas. Alfredo Machado quebrou o recorde brasileiro dos 1500 metros livre em Munique.
Na Universíade de 1973 em Moscou, ganhou uma medalha de bronze nos 4x200 metros livre, junto com José Namorado, James Huxley Adams e José Aranha.
Ele morreu aos 59 anos de idade.